# Split-rail fence

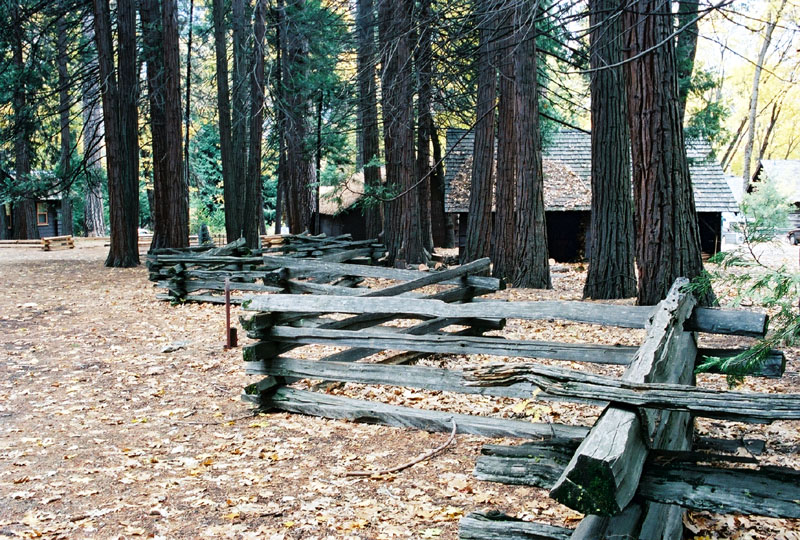
Split-rail fence simple.

L'expression anglaise split-rail fence (littéralement clôtures de rail fendues, aussi connue comme log fence, zigzag fence, worm fence or snake fence, traditionnellement en raison de son agencement sinueux) désigne un type de clôture construit aux États-Unis et au Canada, constitué de bois généralement fendu dans le sens de la longueur en rails et généralement utilisé pour les clôtures agricoles ou décoratives. De telles clôtures nécessitent beaucoup plus de bois que les autres types de clôtures et ne sont donc généralement communes que dans les zones où le bois est abondant. Cependant, leur construction est très simple et elles peuvent être assemblés avec peu d’outils, même sur un sol dur ou rocheux. Elles peuvent également être construites sans clous ou autre matériel; ce matériel était souvent rare dans les régions frontalières. Ces clôtures sont particulièrement populaires dans les zones très rocheuses où il est presque impossible de creuser un trou. Elles peuvent même être partiellement ou totalement démontées si la clôture doit être déplacée ou si le bois devient plus utile à d'autres fins. Pendant la guerre civile américaine, les split-rail fences  constituaient une source majeure de bois de chauffage pour les armées de l’Union et celles de la Confédération.

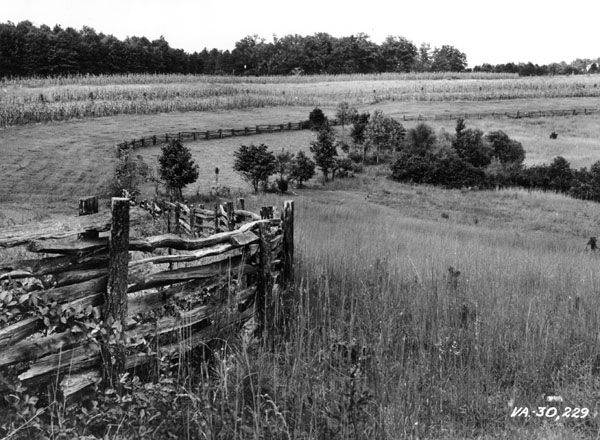
Clôture de perches avec double poteau (photo prise en 1938).

Les clôtures de rail en fente étaient en bois résistant à la pourriture et facile à fendre. Traditionnellement, le châtaignier d'Amérique était le bois de prédilection jusqu'à ce que cryphonectria parasitica n'élimine cet arbre. Actuellement, la plupart des split rails sont fabriqués à partir de cèdre. Que ce soit du châtaignier ou du cèdre (Thuya), ces grumes ont été coupées sur une longueur de 10 à 12 pieds (3,0 à 3,7 m) et fendus sur toute la longueur de la grume. Chaque moitié a ensuite été divisée en quartiers, puis en huitièmes et ainsi de suite jusqu'à ce que les rails aient atteint une taille utilisable. Une grume peut produire de quatre rails à partir d'une bûche de 8 pouces (20 cm) à plus d'une douzaine à partir de bûches plus grosses. Les rails sont empilés les uns sur les autres. La plupart des split rail fences  ont les rails empilés de manière imbriquée en zigzag, autoportante, facile à créer, facile à réparer et à désassembler.

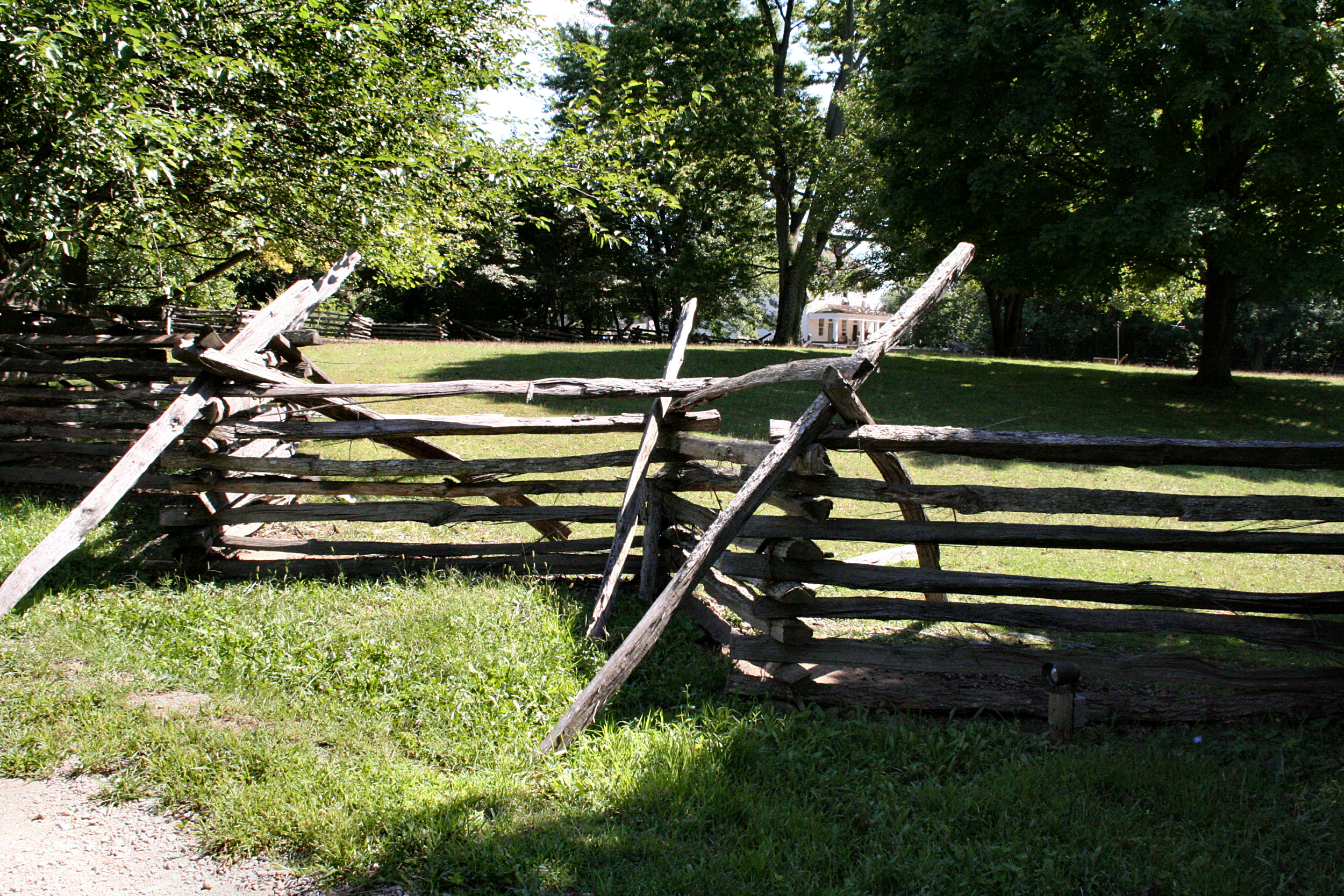
Une split-rail fence avec supports.

Certaines clôtures en bois ont les rails empilés directement les uns sur les autres et sécurisés avec des poteaux de clôture doubles (un de chaque côté des rails). Cela crée une clôture plus permanente et compacte mais qui reste facile à réparer.
La distance entre les zigs ou les zags est généralement de 5 m (16,5 pieds) ou un rod (unité d'arpenteur). La surface d'un champ peut donc être calculée en comptant des zigs ou des zags le long du côté et de l'extrémité du champ: cent soixante rods carrées correspondent à un acre (0,40 ha).

## Patent cedar fence
Au Canada, on a tenté de breveter plusieurs conceptions de clôture en cèdre. Ces styles sont devenus par la suite connus sous le nom de Patent Cedar Fences. L'utilisation de deux bois pour former une croix, avec un rail supérieur, des rails de banc et des rails inférieurs plus lourds, lui a permis d'être autonome, de résister aux vents violents et de prendre moins de fond de clôture que la zigzag fence.

## Clôture mortaisée
Au Royaume-Uni (et de plus en plus dans les banlieues américaines), on utilise un type de clôture différent. Elle consiste en des poteaux verticaux placés dans le sol, avec des trous (mortaises) de chaque côté dans lesquels sont placées les extrémités approximativement pointues des rails fendus (généralement en châtaignier). Aucun zigzag n'est nécessaire. Ce style est couramment utilisé comme clôture décorative ou pour garder les chevaux.